# Fortidsmindefredning
Fortidsminder i Danmark er beskyttet af fortidsmindefredning. Fredningen indebærer, at der hverken på selve fortidsmindet eller i en 2 meters zone omkring dette må foretages ændringer eller indgreb i fortidsmindets tilstand.
Eksempler på ændringer er en hver form for gravning, jordarbejde eller ødelæggelse, inkl. dyrkning af afgrøder, graffiti, fjernelse af materiale eller benyttelse af metaldetektor. Da fortidsminder tilstand ikke må ændres må der ligeledes ikke etableres flagstænger, laves affaldsdeponi eller andre indgreb i fortidsminder.
For de fleste fortidsminder gælder der desuden en beskyttelseslinje, der sikrer en radius af 100 meter rundt om fortidsmindet. Linjen skal sikre, at der er udkig fra og indsyn til fortidsmindet og garantere, at fortidsmindet fremstår så uberørt i dets landskabelige sammenhæng som muligt.
Indenfor denne linje må man bl.a. ikke bygge nyt.

## Baggrund
Synlige fortidsminder blev først generelt fredet i Danmark i 1937 ved Naturfredningsloven. Allerede i 1809-11 havde man dog fredet ca. 200 fortidsminder på basis af indberetningerne til Oldsagskommissionen. I årene herefter blev en række fortidsminder fredet ved frivillige fredninger, men der var ikke lovhjemmel for at gennemtvinge fredninger mod lodsejerens ønske. I 1935 var antallet af fredede fortidsminder på denne måde steget til ca. 7.500.
Efter Naturfredningslovens vedtagelse steg antallet af fredede fortidsminder kraftigt, og der findes i dag ca. 30.000 sådanne. Beskyttelseslinjen 100 meter fra fortidsmindet blev indført i 1961.

## Fredning i dag
Efter kommunalreformen i 2007 overtog Kulturarvsstyrelsen, i dag Slots- og Kulturstyrelsen amternes opgave med at føre tilsyn med de fredede fortidsminder, der findes overalt i Danmark i byer og på landet. Den praktiske del af opgaven, omhandlende selve det fysiske tilsyn varetages af 10 arkæologiske museer, der skal tilse alle fortidsminderne i deres område mindst én gang i løbet af en 5-årig periode, medens Slots- og Kulturstyrelsen følger op på tilsynet, hvis det er nødvendigt.

### Lovgivningen
I dag beskyttes fortidsmindefredningen af to love, museumsloven, og naturbeskyttelsesloven.
Museumsloven dikterer: ”Der må ikke foretages ændring i tilstanden af fortidsminder”, mens naturbeskyttelsesloven "fastlægger en beskyttelseslinje på 100 meter omkring fredede fortidsminder. Bestemmelsen skal beskytte forskellige forhold for fortidsminderne, herunder: fortidsmindernes betydning som monumenter, fortidsmindernes landskabelige fremtræden, indsynet til og udsynet fra fortidsminderne, beskyttelse af arkæologiske anlæg under jordoverfladen, som meget ofte ligger i nærheden af fortidsminderne."
Inden for denne linje må man f.eks. ikke bygge nyt eller etablere faste hegn eller læhegn, men ved skovarealer må der dog genplantes. Beskyttelseslinje gælder ikke omkring bl.a. vejkors, milepæle og vildtbanesten.
Slots- og Kulturstyrelsen, der er Kulturministeriets tilsynsførende myndighed er med henvisning til de ”restriktive bestemmelser i museumsloven” ansvarlig for at føre "restriktivt tilsyn" med at fortidsmindernes tilstand hele tiden er sikret i overensstemmelse med loven.

### Dispensationer fra lovgivningen

#### Naturbeskyttelsesloven
De enkelte kommuner, hvor fortidmindet ligger, kan efter modtagelse af en ansøgning fra ejer eller bygherre give dispensation fra fortidsmindebeskyttelseslinjen. Slots- og Kulturstyrelsen er klageberettiget og kan indbringe afgørelsen for Miljø- og Fødevareklagenævnet.

#### Museumsloven
Slots- og Kulturstyrelsen fører tilsyn med fortidsminder på landsplan og kan give dispensation til "nødvendige ændringer" på fortidsmindet.

## Eksempler på fortidsminder
Fortidsminder udgør bl.a. stendysser, jættestuer, gravhøje, voldsteder, diger, sagnsten, broer, vejkister, mindesten, samt større arealfredninger, såsom ødekirkegårde, marksystemer, ruiner og bygningsspor.

### Jylland
Lindholm Høje,
Aalborghus Slot,
Tornby Dysse,
Hellehøj,
Vikingecenter Fyrkat

### Fyn
Nonnebakken, Nyborg Slot, Hesthøj, Pengesten, Svenskehøj, Alléskoven

### Sjælland og øer
Trelleborg, Kronborg, Lundby Jættestue, Kastellet, Christianshavns Vold, Vestvolden